# Kościół klasztorny St. Johann im Gnadenthal

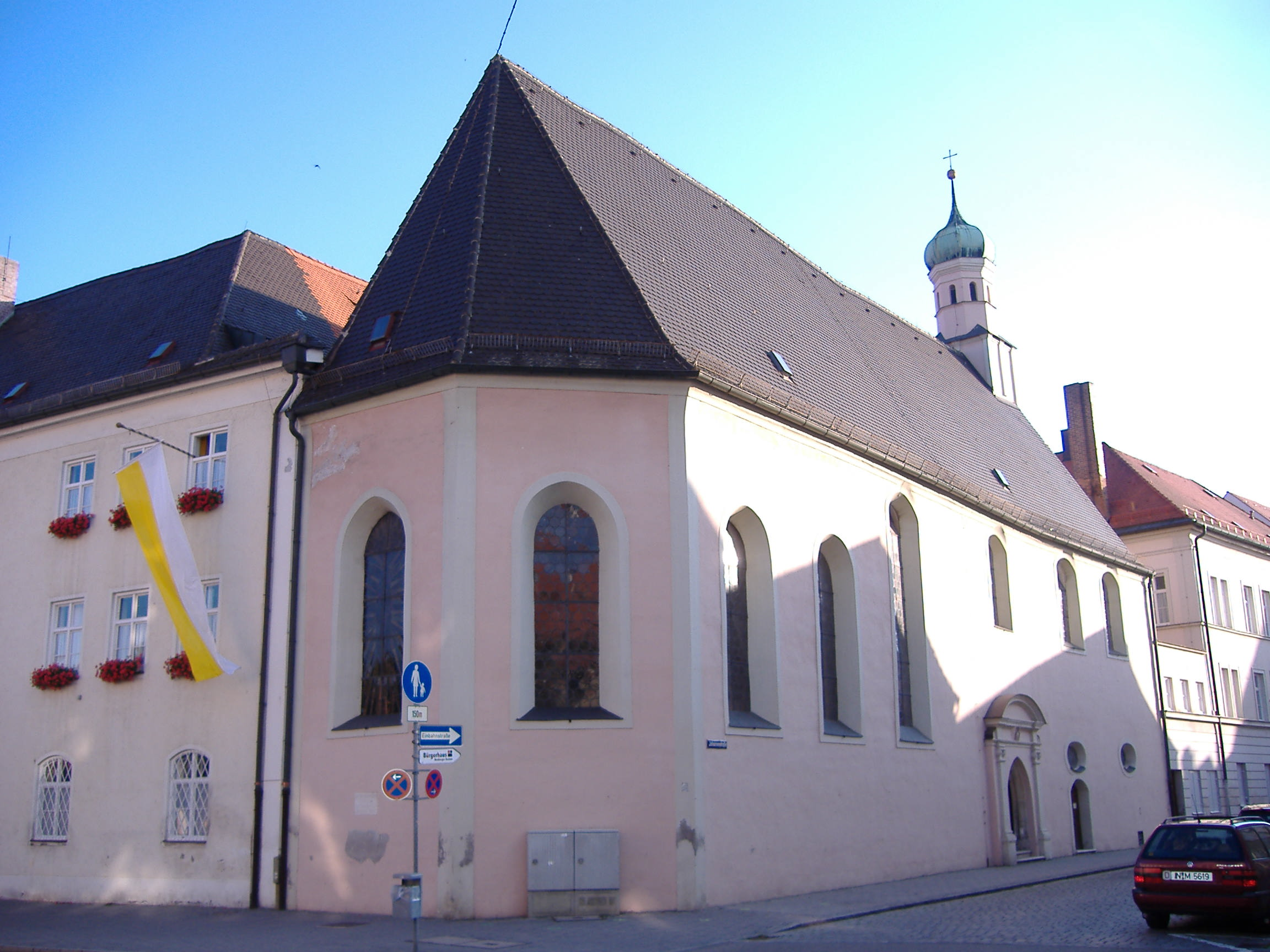
Kościół St. Johann im Gnadenthal

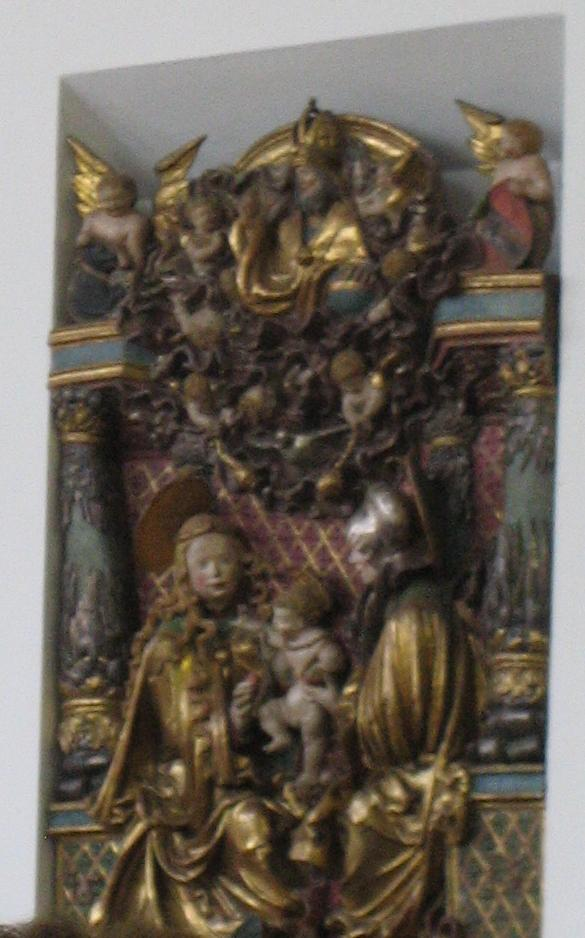
Św. Anna Samotrzeć Hansa Leinbergera

Kościół St. Johann im Gnadenthal – kościół katolicki w Ingolstadt w Bawarii, w Niemczech.
Jest kościołem klasztornym miejscowego żeńskiego zakonu opartego na III regule św. Franciszka, rezydującego w położonym tuż obok budynku, zwanym „Klasztorem Gnadenthal” (niem. Gnadenthalkloster). Powstał w 1276 r. Prosta, jednonawowa budowla bez transeptu i bez wieży kryta jest dwuspadowym dachem, zwieńczonym sygnaturką. W 1487 r. kościół został pod kierunkiem mistrza murarskiego o nazwisku Mörsheimer przebudowany w stylu późnogotyckim. W latach 1697–1698 powstał barokowy portal północny (od strony Johannesstrasse).
Dawnymi patronami ołtarza byli św. Jan Chrzciciel i św. Jan Ewangelista. Dzisiaj przy południowej ścianie nawy znajdziemy cenną, drewnianą grupę rzeźbiarską, przedstawiającą św. Annę Samotrzeć – dzieło Hansa Leinbergera z 1513 r., pierwotnie stanowiącą niewątpliwie centralną część późnogotyckiego tryptyku. Cenne wyposażenie uzupełnia tzw. Madonna z Landshut – drewniana rzeźba datowana na 1522 r., pierwotnie (do 1803 r.) znajdująca się w klasztorze franciszkanek w Landshut. Malowidła pokrywające ściany prezbiterium, ukończone w 1953 r., wykonała członkini tutejszej wspólnoty zakonnej, siostra Euphemia Blaschke.

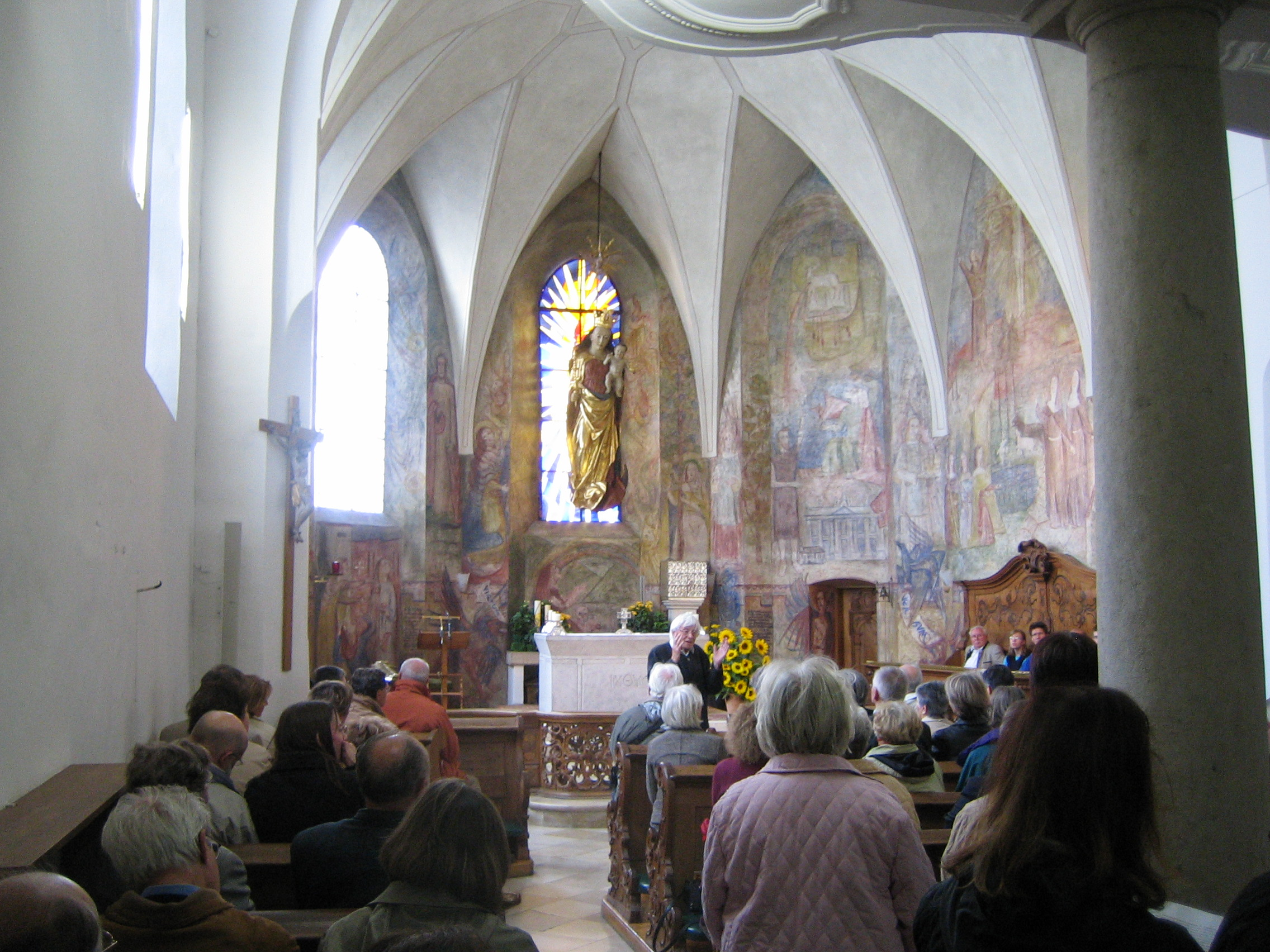
Kościół St. Johann im Gnadenthal - wnętrze z ołtarzem głównym

## Literatura
- Treffer Gerd: Kleine Ingolstädter Stadtgeschichte, Regensburg 2004.